# Клевенская волость
Кле́венская во́лость — административно-территориальная единица, входившая в состав Николаевского уезда Самарской губернии, создана после реформы 1861 г. и существовала до июля 1927 года.
Административный центр — село Клевенка.
Население волости составляли преимущественно русские, православные.
В период до установления советской власти волость имела аппарат волостного правления, традиционный для таких административно-территориальных единиц Российской империи.

## География
Согласно карте уездов Самарской губернии издания губернского земства 1912 года волость располагалась по обе стороны от реки Большой Иргиз и граничила на юге - с Рахмановской волостью, на западе - со Старо-Порубежской волостью, на северо-западе - с Ивановской волостью, на севере - с Чернавской волостью, на северо-востоке - с Мостовской и Канаевской волостями, на юго-востоке - с Грачёво-Кустской волостью.
Территория бывшей волости ныне является частью земель Пугачёвского и Ивантеевского районов Саратовской области (Россия).

## Состав волости
| Наименование            | Население | Население | Население                     | Расстояние (вёрст) до: | Расстояние (вёрст) до: | Расстояние (вёрст) до: | Преобладающие национальности, вероисповедания | Современное состояние                        |   |                       |                                              |
| Наименование            | 1889 год  | 1897 год  | 1910 год                      | Самары                 | Николаевска            | Волостного правления   | Преобладающие национальности, вероисповедания | Современное состояние                        |   |                       |                                              |
| ----------------------- | --------- | --------- | ----------------------------- | ---------------------- | ---------------------- | ---------------------- | --------------------------------------------- | -------------------------------------------- | - | --------------------- | -------------------------------------------- |
| село Горелый Гай        | 1485      | 1923      | 1969                          | Самары                 | Николаевска            | Волостного правления   | 127                                           | 50                                           | 7 | русские, православные | село, Ивантеевский район Саратовская область |
| село Камелик            | 2214      | 2145      | 2200                          | 137                    | 47                     | 7                      | русские, православные и старообрядцы          | село, Пугачёвский район Саратовская область  |   |                       |                                              |
| село Канаёвка           | 3271      | 2608      | Передано в Канаёвскую волость | 120                    | 60                     |                        | русские, православные и раскольники           | село, Ивантеевский район Саратовская область |   |                       |                                              |
| село Клевенка (Кирпичи) | 2073      | 2702      | 2738                          | 130                    | 50                     | 0                      | русские, православные                         | село, Ивантеевский район Саратовская область |   |                       |                                              |
| посёлок Кожевский       |           |           | 245                           | 130                    | 62                     | 12                     | белороссы и малороссы, православные           |                                              |   |                       |                                              |
| село Сёстры             | 2667      | 2139      | Передано в Канаёвскую волость | 123                    | 57                     |                        | русские, православные и раскольники           | село, Ивантеевский район Саратовская область |   |                       |                                              |